# Алач (Советский район)
Ала́ч (укр. Алач, крымскотат. Alaç, Алач) — исчезнувшее село в Советском районе Республики Крым, располагавшееся на северо-западе района, в степной части Крыма, примерно в полукилометтре к югу от современного села Чернозёмное.

## История
Первое документальное упоминание села встречается в Камеральном Описании Крыма… 1784 года, судя по которому, в последний период Крымского ханства Алач входил в Кучук Карасовский кадылык Карасубазарского каймаканства. После присоединения Крыма к России (8) 19 апреля 1783 года, (8) 19 февраля 1784 года, именным указом Екатерины II сенату, на территории бывшего Крымского Ханства была образована Таврическая область и деревня была приписана к Левкопольскому, а после ликвидации в 1787 году Левкопольского — к Феодосийскому уезду Таврической области. После Павловских реформ, с 1796 по 1802 год, входила в Акмечетский уезд Новороссийской губернии. По новому административному делению, после создания 8 (20) октября 1802 года Таврической губернии, Алач был включён в состав Урускоджинской волости Феодосийского уезда.
По Ведомости о числе селении, названиях оных, в них дворов… состоящих в Феодосийском уезде от 14 октября 1805 года , в деревне Алач числилось 10 дворов и 60 жителей.
На военно-топографической карте генерал-майора Мухина 1817 года деревня Алаш обозначена с 11 дворами. После реформы волостного деления 1829 года Алич, согласно «Ведомости о казённых волостях Таврической губернии 1829 года», отнесли к Бурюкской волости (переименованной из Урускоджинской). Затем, видимо, вследствие эмиграции крымских татар в Турцию, деревня опустела и на карте 1836 года обозначены развалины деревни Алач, как и на карте 1842 года.
В 1860-х годах, после земской реформы Александра II, деревню приписали к Шейих-Монахской волости. Согласно «Памятной книжке Таврической губернии за 1867 год», деревня Алач была покинута жителями в 1860—1864 годах, в результате эмиграции крымских татар, особенно массовой после Крымской войны 1853—1856 годов, в Турцию и заселена русскими. В «…Памятной книжке Таврической губернии на 1892 год» в Шейих-Монахской волости записан Алач, не входившей ни в одно сельское общество, в котором было 184 безземельных жителя, у которых домохозяйств не числилось, но, имела ли деревня отношение к данной, из документа не ясно. В дальнейшем в доступных источниках не встречается